# Santiago Castellà Surribas
Santiago Castellà Surribas (Barcelona, 1967) és un professor universitari i polític català, President del Port de Tarragona des d'octubre de 2024.

## Trajectòria
Castellà és llicenciat en Dret per la Universitat de Barcelona, llicenciat en Ciències Polítiques per la Universitat Nacional d'Educació a Distància, postgrau en Estudis Europeus i internacionals, màster en Seguretat, Pau i Defensa per l'Institut Universitari General Gutiérrez Mellado, i doctor en Dret Internacional per la Universitat de Barcelona. Durant 25 anys ha estat professor del Departament de Dret Públic de la Universitat Rovira i Virgili (URV), on ha impartit assignatures de Dret internacional, Dret de la Unió Europea, Drets Humans i Cooperació internacional. També ha estat degà de la Facultat de Ciències Jurídiques i vicerector de Relacions Externes i Internacionals de la URV.
President de la Comissió de Política Lingüística de la Xarxa Vives d'Universitats, va ser director del primer Pla d'Acció Exterior de la Generalitat de Catalunya, 2010-12. És director del Màster de Dret Ambiental, del Màster en Gestió Global de la Immigració, del Postgrau a Smart City, del Màster en Cooperació Internacional al Desenvolupament, del Màster en Justícia Penal Internacional, i director del Màster internacional "Smart City Management" amb la Universitat de Barcelona.
Des del gener del 2023 és subdelegat del Govern d'Espanya a Tarragona. En les dues darreres legislatures, des del 2019, ha estat senador electe per la província de Tarragona.
Castellà ha publicat més d'una cinquantena de textos sobre drets humans, protecció internacional de les minories, diferents aspectes de dret internacional públic, i relacions de l'Estat amb les confessions religioses. Ha estat creador de la Fundació Tarragona Smart Mediterranean City; i director de la Càtedra Tarragona Smart Mediterranean City de la Universitat Rovira i Virgili. És director científic de l'Observatori Desaparició forçada de Menors (ODFM), que lluita per clarificar el robatori de nadons a Espanya durant el franquisme.
És acadèmic de número i membre de la Junta de Govern de la Reial Acadèmia Europea de Doctors-Barcelona 1914 (RAED), de la qual és secretari general adjunt, i secretari general de la Fundació Pro-RAED; patró de la Fundació Francisco Ferrer Guardia, de la Fundació Trencadís pel Modernisme a Tarragona i impulsor de la Fundació Carme Chacón. També és membre de l'Observatori de Drets Humans d'Espanya.